# Tarksia
Tarkshia es el nombre de un ser mítico ―un caballo poeta― en el Rig-veda (el primer texto hinduista, de mediados del II milenio a. C.). Más tarde fue convertido en un ave parlante.
- tā́rkṣya, en el sistema AITS (alfabeto internacional para la transliteración del sánscrito).
- तार्क्ष्य, en escritura devanagari del sánscrito.
- Pronunciación: /tárkshia/.[1]

En el Rig-veda 1.89.6 y 10.178.1 se describe como un caballo (ashua) con el epíteto de Áristanemi (‘aros de rueda intactos’).
El himno 10.178 del Rig-veda dice que fue compuesto por este Tarksia Áristanemi.
En el Rig-veda 5.51 se describe como un pájaro, por lo que más tarde ―en el Majábharata (siglo III a. C. y el Jari-vamsa― será identificado con el pájaro divino Garudá, transportador del dios Visnú.
En el Bhágavata-purana 6.6.2, 21 (siglo XI d. C.) dice en cambio que Tarksia es el padre de Garuda.
En el Majábharata 1.2548, 4.830 y 12.468 se lo cuenta entre los descendientes del sabio Kasiapa.